# Erich Sendel
Erich Sendel (* 14. April 1917 in Kattowitz, Oberschlesien; † 2. Oktober 1988 in Henstedt-Ulzburg) war ein deutscher Musiker, Organist, Pianist, Komponist und Arrangeur.

## Leben
Aufgewachsen ist Erich Sendel in Kattowitz als Sohn des Musikers Wilhelm Sendel und dessen Ehefrau Margarete. Er begann eine Ausbildung zum Geiger und Pianisten, sein Studium am Konservatorium wurde durch den Zweiten Weltkrieg unterbrochen. Während des Krieges war Sendel Leiter einer U-Kapelle im Musikkorps.
Nach dem Kriege wurde er nach Hamburg verschlagen und begann mit Combo-Arbeit, Arrangements für Verlage und eigenen Kompositionen, insbesondere auch Musiken für Kulturfilme. 1956 begann er mit Hammond-Orgel zu arbeiten. Die vielseitigen Variations- und Klangmöglichkeiten faszinierten ihn. Er war Kapellmeister und Arrangeur bei der ARIOLA und freier Mitarbeiter bei  anderen Schallplattenfirmen. Sendel machte Aufnahmen bei der PHILIPS und der METRONOME als Solist und freier Mitarbeiter beim Fernsehen bei den  Fernsehfilmen „MAGICULUM“, zu denen er auch die Titelmusik schrieb. Außerdem war er ständiger Gast bei RADIO BREMEN in der „Sendung zum Feierabend“ und der Sendereihe „Hafenkonzert“ bei Aufnahmen für andere Rundfunkanstalten und eine Deutschland-Tournee mit Heinz Erhardt. Weiterhin spielte er auch noch im „Theater am Besenbinderhof“ in Hamburg.
In den Orchestern Victor Reschke, Franz Thon, Alfred Hause, Richard Müller-Lampertz, Kurt Wege war er Ensemblemusiker und Solist. Im Orchester Bela Sanders war bei Schallplattenaufnahmen für PHILIPS, METRONOME und BASF tätig. Weiterhin schrieb er Klavier- und Combo-Arrangements für die CITY-SOUNDS-SERIEN.